# Георг Фридрих Шенк фон Лимпург
Георг (Франц) Фридрих Шенк фон Лимпург-Шпекфелд (на немски: Georg (Franz) Friedrich Shenk von Limpurg-Speckfeld; * 27 юни 1596; † 5 декември 1651) е наследствен имперски шенк на Лимбург в замък Шпекфелд над Маркт Айнерсхайм в Бавария и императорски полковник-лейтенант.

## Произход
Той е син на Еберхард I Шенк фон Лимпург (1560 – 1622) и съпругата му графиня Катарина фон Ханау-Лихтенберг (1568 -1636), дъщеря на граф Филип V фон Ханау-Лихтенберг (1541 – 1599) и първата му съпруга пфалцграфиня Лудовика Маргарета фон Цвайбрюкен-Бич (1540 – 1569). Брат е на Филип Лудвиг Шенк фон Лимпург (1588 – 1627), шенк на Лимпург в Шмиделфелд.
Георг Фридрих Шенк фон Лимпург-Шпекфелд умира на 5 декември 1651 г. на 55 години.

## Фамилия
Георг Фридрих Шенк се жени на 28 март 1636 г. за графиня Магдалена Елизабет фон Ханау-Мюнценберг-Лихтенберг (* 1611; † 26 февруари 1687), дъщеря на граф Албрехт фон Ханау-Мюнценберг(1579 – 1635) и графиня Еренгард фон Изенбург (1577 – 1637). Те имат осем деца:
- Франц Шенк фон Лимпург-Шпекфелд (* 27 юли 1637; † 16 ноември 1673, Шпекфелд), имперски шенк на Лимбург-Шпекфелд, женен на 22 ноември 1663 г. за графиня Мария Юлиана фон Хоенлое-Лангенбург (* 6 юни 1623; † 14 януари 1695)
- Елизабет фон Лимпург-Шпекфелд (* 8 октомври 1638; † 27 май 1641)
- Фридрих Волфганг фон Лимпург-Шпекфелд (* 26 юли 1640; † 1641)
- Фолрат Шенк фон Лимпург (* 12 юни 1641; † 19 август 1713), имперски шенк и граф на Лимбург-Шпекфелд и в Оберзонтхайм, женен на 1 септември 1673 г. в Шпекфелд за София Елеонора фон Лимпург-Гайлдорф-Шмиделфелд (* 29 ноември 1655; † 18 май 1722)
- Анселм Казимир фон Лимпург-Шпекфелд (* 8 септември 1642; † 3 декември 1648)
- Георг Еберхард Шенк фон Лимпург-Шпекфелд (* 3 октомври 1643; † 11 април 1705), имперски шенк на Лимбург-Шпекфелд, майор-генерал на Прусия, женен на 21 септември 1679 г. за Йохана Поликсена фон Лайнинген-Дагсбург-Фалкенбург-Хайдесхайм (* 25 март 1655; † 11 септември 1711)
- Йоахим Теодор/Дитрих фон Лимпург-Шпекфелд (* 9 септември 1644; † 9 октомври 1644)
- Йохан Филип фон Лимпург-Шпекфелд (* 22 ноември 1646; † 23 август 1653)